# Chrysosplenium tetrandrum
Chrysosplenium tetrandrum — вид трав'янистих рослин родини ломикаменевих (Saxifragaceae), який має циркумполярне поширення, досягаючи на південь півночі Фенноскандії й центральних Скелястих гір.

## Таксономічні примітки
Головна діагностична різниця між C. tetrandrum і C. alternifolium є менша кількість тичинок, 4 проти 8, в доповнення до різного рівня плоїдності (C. alternifolium переважно октоплоїдний вид, 2n = 48, а C. tetrandrum — тетраплоїдний, 2n = 24).

## Опис
Це багаторічні килимотвірні трав'янисті рослини з широко розгалуженими, тонкими, білими кореневищами, а також надземними столонами. Більшість листів базальні. Квіткові стебла в основному, 1–3(5) см заввишки, але іноді до 15(20) см, як правило, з 1–2 листками, самий верхній прикріплений поблизу або вище середини стебла, і кілька листків як приквітки в суцвітті. Вся рослина гола і зелена або жовтувато-зелена. Листки чергові. Прикореневі листи на черешках до 3 см (або більше). Листові пластини 4–10 × 4–15 см, більш-менш округлих або ниркоподібних обрисів, з 5(7) широкими, дуже неглибоко врізаними лопатями.
Суцвіття щільне або більш відкрите. Квіти радіально симетричні, ≈3 см завширшки. Чашолистки 0.7–1.0 × 1.0–1.3 мм, дуже широко яйцеподібні або трикутні, тупі, зелені. Тичинок ≈4 (назва «tetrandrum» означає «з чотирма тичинками»). Плоди 2-камерні капсули з кількома насінинами. Віночок квітки відсутній. Насіння глянсове коричневе, ≈0.8 × 0.5 мм.

## Відтворення
Статеве розмноження насінням; локальне вегетативне розмноження за допомогою кореневищ і фрагментації клонів. Квіти можуть бути адаптовані до деякого запилення комахами, але, ймовірно, в основному, запилюються водою. Поширення насіння здійснюється сплесковим механізмом, коли краплі дощу потрапляють в широку чашку з насінням і насіння розплескується на відстані кількох сантиметрів. Далі поширення може відбуватися по поверхні води, ймовірно, також птахами на значно більші відстані.

## Поширення
Північна Америка (Ґренландія, Канада, північ США), Євразія (Фарерські острови, пн. Фінляндія, пн. Норвегія [вкл. Шпіцберген], пн. Росія, пн. Швеція).
Населяє від мокрого до вологого мохові площі й мохові луки, майже завжди в густій рослинності. Ймовірно, обмежується досить дрібнозернистими субстратами, але значною мірою байдужий до реакції ґрунту (рН).